# Corchorus junodii
Corchorus junodii är en malvaväxtart som först beskrevs av Schinz, och fick sitt nu gällande namn av Nicholas Edward Brown. Corchorus junodii ingår i släktet Corchorus och familjen malvaväxter. Inga underarter finns listade i Catalogue of Life.